# Rogelio Martínez Díaz
Rogelio Martínez Díaz, bekannt als El Gallego (* 7. September 1905 in Matanzas; † 13. Mai 2001 in New York City), war ein kubanischer Gitarrist, Sänger und ab 1948 Leiter der Sonora Matancera.
Martínez wurde 1926 als Gitarrist und Chorussänger Mitglied des Orchesters Sonora Matancera. 1948 übernahm er als Nachfolger des Gründers Valentín Cané die Leitung des Orchesters, das er zu internationalem Erfolg führte. Seit den 1960er Jahren war das Orchester in New York beheimatet. Martínez förderte maßgeblich die Laufbahn von Musikern wie Celia Cruz, Vicentico Valdés, Nelson Pinedo, Carlos Argentino, Bienvenido Granda, Gloria Díaz und Rodolfo Hoyos. Nach seinem Tod übernahm Javier Vázquez die Leitung der nunmehr in Las Vegas beheimateten Sonora Matancera.